# Live and Dangerous
Live and Dangerous is het eerste livealbum van de Ierse rockband Thin Lizzy,
het album werd in 1977 tijdens de tournees van de albums Bad Reputation en Johnny the Fox opgenomen.
Live and Dangerous was oorspronkelijk bedoeld als een studioalbum. Ze wilden het album uit brengen met de producer Tony Visconti met wie ze ook hun vorige album hadden uitgebracht. Maar Tony had een erg krap schema, dus Phil Lynott had het idee om een livealbum te maken.

## Tracklist

### A-kant
1. "Jailbreak" - 4:31
2. "Emerald" - 4:18
3. "Southbound" - 4:44
4. "Rosalie/Cowgirl's Song" - 4:00

### B-kant
1. "Dancing in the Moonlight" - 3:50
2. "Massacre" - 2:46
3. "Still in Love with You" - 7:40
4. "Johnny the Fox Meets Jimmy the Weed" - 3:32
5. "Cowboy Song" -4:40

### C-kant
1. "The Boys Are Back in Town" - 4:30
2. "Don't Believe a Word" - 2:05
3. "Warriors" - 3:52
4. "Are You Ready" - 2:40

### D-kant
1. "Suicide" - 5:00
2. "Sha La La" - 4:18
3. "Baby Drives me Crazy" - 6:36
4. "The Rocker" - 3:58